# الإسلام في السلفادور
الإسلام في السلفادور هناك جالية مسلمة صغيرة في جمهورية السلفادور تتألف إلى حد كبير من مواطني السلفادور الذين اعتنقوا الإسلام. الغالبية العظمى من السكان العرب في الجمهورية هم من الطائفة الكاثوليكية الرومانية.

## خلفية
هاجر العديد من العرب من سوريا ولبنان وفلسطين إلى السلفادور في أوائل القرن العشرين. الغالبية العظمى من هؤلاءالمهاجرين هم من معتنقي المسيحية ولا يوجد بينهم سوى القليل من العائلات المسلمة.

## المراكز
في عام 1994 افتتح أول مركز إسلامي في السلفادور، وسمي المركز الإسلامي العربي السلفادوري، في العاصمة سان سلفادور من قبل مجموعة من المواطنين السلفادوريين وأفراد من الجالية الفلسطينية. وينفذ المركز العربي نشاطات منها طبع وتوزيع أكثر من 100 ألف كتاب عن الثقافة العربية الإسلامية للتعريف بالإسلام وعلومه في مختلف المجالات الدينية والاجتماعية في الوقت الذي يحتفظ المسلمون بعلاقات جيدة مع الدولة وجميع الأحزاب بالإضافة إلى التعاون الطيب مع أجهزة الإعلام، ويملك المسلمون 25% من القناة التلفزيونية 12 التي يتابعها 86% من المشاهدين، ويملكون أيضا شركة للإعلانات بالإضافة إلى نقل البرامج الإسلامية على الهواء مباشرة.